# Цой (фільм)
«Цой» (робоча назва «47») — художній фільм режисера Олексія Учителя спільного виробництва Росії, Литви та Латвії, який розповідає про те, як учасник ДТП, в якому загинув Віктор Цой, везе труну загиблого співака з Юрмали в Ленінград. Персонажа на ім'я «Віктор Цой» в картині при цьому немає, «У „Цої“ адже навіть немає Цоя» — відзначити «Комсомольська правда», а рецензія в «Аргументах і фактах» названа «„Цой“ без Цоя».

## Історія створення
Олексій Учитель не вперше звертається до фігури Цоя. У його фільмографії — документальні фільми «Рок» (одна з новел присвячена музиканту) та «Останній герой», де Учитель вперше досліджує причини його трагічної загибелі. Режисер називає фільм « Цой» продовженням цієї лінії, а його сюжет — припущенням про те, що могло статися в серпні 1990 року. Учитель стверджує, що після аварії сам бачив нещасливий автобус і спілкувався зі слідчим, який веде справу, і з водієм «Ікаруса».
Перші згадки про проект під робочою назвою «47» відносяться до 2017 року. Учитель відкладав початок роботи через проблеми з попереднім фільмом, «Матильда», так що зйомки почалися тільки 8 липня 2019 року. Проходили вони в Санкт-Петербурзі, Калінінградській та Псковській областях, а також у Латвії.
Олексій Учитель принципово відмовився від художнього зображення Віктора Цоя, використавши в переважній більшості сцен архівні відеозаписи за участю музиканта. Єдиний художній кадр, в якому Віктор Цой зображений лише зі спини, був знятий для сцени з аварією. Він повністю згенерований нейромережею, так як знімальній групі не вдалося знайти актора з відповідною формою потилиці.
Син Віктора Цоя Олександр попросив змінити імена персонажів.
Ігор Вдовін, який працює з музикантами групи «Кіно» (проєкт «Симфонічне КІНО»), за словами режисера, відмовився писати музику для фільму.
Рашид Нугманов розповів про робочі контакти з колегою :
Я зустрівся з Учителем, щоб пояснити йому необхідність отримання дозволів… На жаль, Олексій не прислухався до порад. На його прохання включити до фільму фрагменти з фільму " Голка " я відповів відмовою.
Прем'єра була призначена на 3 вересня 2020 року, однак 27 серпня було прийнято відкласти вихід фільму в прокат на невизначений термін. 23 вересня було оголошено про включення картини до конкурсної програми 36-го Варшавського кінофестивалю, де 12 жовтня відбулася міжнародна прем'єра фільму. Російська прем'єра відбулася в Москві 9 листопада 2020 року. У широкий прокат фільм вийшов 12 листопада.

## Сюжет
Самого Цоя в картині немає: герої знаходяться в автобусі, який везе труну музиканта з Юрмали до Ленінграда. Фільм починається з кадрів аварії, в якій загинув Цой, з перемежованими зйомками з салону автомобіля співака і зустрічного автобуса. Закінчується він альтернативними кадрами, без аварії, які виявляються передсмертним сном артиста. На них автобус і автомобіль благополучно роз'їжджаються.

## У ролях
| актор             | роль                                                                  |
| Євген Циганов     | Павло Шелест, водій автобуса (прототип Яніс Фібігс)                   |
| Надія Калеганова  | Вікторія, фотограф групи                                              |
| Мар'яна Співак    | Марина, колишня дружина співака (прототип Маріанна Цой)               |
| Марія Пересільд   | Женя, син співака (прототип син Цоя Олександр Цой)                    |
| Ілля Дель         | Ріка, хлопець Марини (прототип Олександр Рикошет Аксьонов)            |
| Пауліна Андрєєва  | Поліна, остання любов співака (прототип Наталія Разлогова)            |
| Ігор Верник       | Юрій Райзен, продюсер співака (прототип Юрій Айзеншпис)               |
| Інга Стежка       | слідчий Ілзе Ясс (прототип Еріка Ашманов)                             |
| Артурс Скрастиньш | Майор Ціруліс (прототип Гуннар Ціруліс, начальник СО Тукумський РВВС) |
| Віталій Коваленко | підполковник Свиридов                                                 |

## Прокат
«Цой» увійшов до конкурсної програми 36-го Варшавського кінофестивалю, де 12 жовтня 2020 року відбулася його міжнародна прем'єра. Фонд кіно оголосив про фінансову підтримку фільму в прокаті в числі 10 картин, запланованих до показу в 3 і 4 кварталах 2020 року. Російський показ картини відбувся 9 листопада 2020 року в Москві. У широкий прокат фільм вийшов 12 листопада 2020 року.
Після виходу картини Олександр Цой подав заяву до суду «на кінопрокатників за незаконне використання в художньому фільмі „Цой“ зображення його батька». Однак позов був залишений без розгляду.

## Реакція
Олександр Цой, з яким у режисера відбулися, за його словами, «гострі розмови», дав стрічці «неоднозначну» оцінку ще до прем'єри.
Гарного мені сказати нічого, а погане тільки підігріє інтерес до цього фільму.
Батько і син лідера групи «Кіно», назвавши фільм «вульгарним видовищем», звернулися до Володимира Путіна з проханням «організувати перевірку» і «вжити належних заходів», щоб не допустити того, щоб ім'я їхнього родича було спаплюжено. Ініціатором листа був Олександр Цой.
У зверненні підкреслено, що «творцям фільму „Цой“ не давали згоду на використання імені та зображення музиканта ні спадкоємці, ні музиканти групи „Кіно“, ні інші правовласники і зацікавлені особи. Проте, не дивлячись на їхні листи в Мінкультури, фільму було видано прокатне посвідчення».

Рашид Нугманов прокоментував :
Олексій перейменував назву фільму із «47» на «Цой», що представляє собою вже пряме порушення права на образ… Це відкрите лукавство, яке неможливо виправдати ніяким словоблуддям.
Сам режисер відкидає всі звинувачення у спотворенні образу Цоя.
Після виходу фільму 12 жовтня 2020 року професійні критики відреагували неоднозначно («Цой мертвий» називалася одна з газетних рецензій):
- кінознавець Ольга Галицька[27] :

Умоглядна, позбавлена життєздатності ідея, яку Учитель наполегливо виношував аж десять років, народила анемічне, тужливе кіно.
- рок-журналіст, музичний критик, письменник Артем Троїцький[28]:

Цей фільм — зрада пам'яті про життя і смерті Цоя.
- журналіст і театрознавець Марина Тимашева[29]:

Чергова спекуляція на імені. І все це вже на стадії сценарію було.
- головний редактор журналу «Ведмідь» Борис Мінаєв[29]:

Цой живий, а фільм — немає. На відміну від «Літа», де всі живі до сліз, хоча сюжет згадати практично неможливо.
- письменник Платон Бесєдін[30]:

Учитель з пристойного режисера перетворився на купця-ремісника… Це дуже вигідно, насправді, брати ім'я… і знімати не зрозумій що, заявляючи: мовляв, ви чого? Це ж художній твір, всі збіги випадкові. Добре, нехай так, але чого ж ти, зараза, назву таку даєш, а?
- Звукорежисер Олексій Вишня[31]:

Фільм ні про що… Картина не про Цоя, вона про рок. Тільки не про музичний, а про злий… Чи варто було його знімати, чи варто було називати його «Цой» — відповідь очевидна, на мій погляд.
- журналіст Вадим Богданов, InterMedia[32] :

Кіно складається з набору безглуздих випадковостей, фанерних персонажів, порушень причинно-наслідкових зв'язків і діалогів, написаних людиною, який нібито ні разу ні чув людської мови… Олексій Учитель всього-на-всього зняв дуже погане кіно.
- музикант і культуролог Олександр Липницький[28]:

Марення сивої кобили.
- продюсер і громадський діяч Джоанна Стінгрей[33] :

Це якийсь абсурд, суцільна фантазія про реальну людину.

### Газетні рецензії
- «Аргументи і факти»[2] :

|  | Проблема в тому, що фабула фільму вигадана практично повністю. |

- «Известия»[34] :

|  | Щоб оцінити повною мірою нову картину Учитель, потрібно не тільки і не стільки мати уявлення про спадщину Цоя (можна і взагалі нічого про нього не знати, так навіть краще), скільки орієнтуватися в біблійних сюжетах. |